# Biblioteca Virtual Joaquín García Sánchez
La Biblioteca Virtual Joaquín García Sánchez o Biblioteca Municipal de Maynas, es una biblioteca pública que sirve a la ciudad de Iquitos, en el oriente del Perú. Es propiedad de la Municipalidad de la Provincia de Maynas (Loreto).

## Historia
Para 2014 la biblioteca ya funcionaba bajo el nombre de «Biblioteca Municipal» en unos almacenes de la municipalidad de Maynas, en la calle San Martín N° 325, estaba subordinada a la dirección regional del Ministerio de Educación. En ese momento la biblioteca municipal tenía volúmenes de escritores amazónicos de la etapa republicana, historia de las etnias ikitu y yameos (de quienes se toma el nombre San Pablo de Nuevo Napeanos, antecesor de Iquitos) y documentación de tiempos de la Comandancia General de Maynas, como escritos del diplomático Francisco Requena o del religioso Hipólito Sánchez Rangel, primer Obispo de Maynas.
En 2016 se comunicó que la biblioteca municipal se trasladaría al local de la Alianza Francesa de Iquitos entre las avenidas Távara y Fizcarrald, luego de la ruptura del convenio entre dicha entidad y la municipalidad de Maynas. En 2018 se inauguró la biblioteca en su nueva sede, bajo el nombre de «Biblioteca Virtual Joaquín García Sánchez», en honor a un párroco agustino.

### Desarrollo

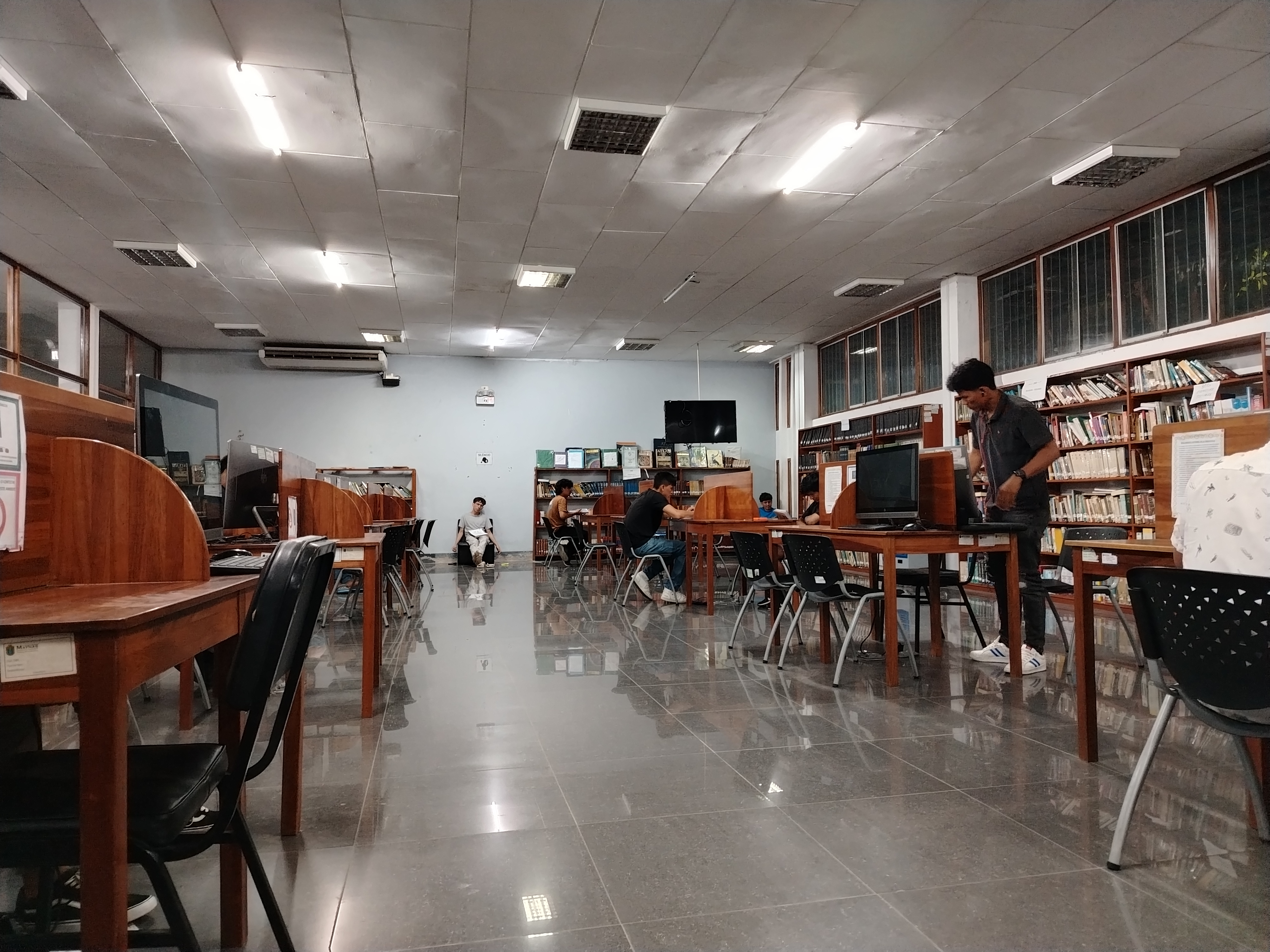
Interior de una de las salas de la biblioteca.

La biblioteca desde 2018 incluye el servicio digital, sus administradores digitalizan documentos históricos relacionado con la amazonia peruana, especialmente los que son originarios del periodo de 1910 a 1925 por su delicadeza al tacto, que pasaron a formar parte de la exposición en vitrinas dentro de la biblioteca.
La biblioteca ofrecía los servicios de lectura e investigación sobre las áreas de historia, geografía, literatura infantil, tesis y un repositorio sobre Loreto. En 2021 la biblioteca comenzó a abrir bibliotecas comunales en varios pueblos de la zona rural del área metropolitana de Iquitos, siendo la primera fundada en la localidad de Los Delfines, en el kilómetro 9 de la Ruta departamental LO-103, en dichas bibliotecas comunales se rotan libros desde la matriz Joaquín García Sánchez con el apoyo del Ministerio de Cultura.

## Controversias
La remodelación de la biblioteca en 2016 fue criticada en columnas periodísticas en Pro y Contra porque la biblioteca virtual daría más preferencia al contenido digital y menos al físico, presuntamente afectando la capacidad de aprendizaje de los lectores, los críticos hacía lo virtual validaban su argumento en un estudio realizado por la Universidad de Stavanger en Noruega.